# Евмел (сын Меропа)
Евмел — персонаж древнегреческой мифологии. 

## Легенда
Евмел был сыном царя Меропа с острова Кос. Его дети Бисса, Меропида и Агрон отвергали пиры и праздники богов. Тогда в их дом явились Гермес, Афина и Артемида и превратили всех в птиц. Гермес превратил Евмела в ночного ворона.
Имя Евмел также носили несколько древнегреческих деятелей.